# 東仁文学賞
東仁文学賞（トンインぶんがくしょう）は、韓国の文学賞。

## 概要
東仁文学賞は金東仁の文学業績を称え、1955年、思想界社によって創設された。審査対象は韓国の主要雑誌に発表された短・中篇小説であり、その中から1篇が選定される。1967年、『思想界』が経営難により中断するに従い、12年間もの空白ができるが、1979年に東西文化社が東仁文学賞運営委員会を設置して同賞を復活させた。しかし、1986年に行き詰まり、1987年、朝鮮日報社が運営を引き継いだ。
現在は朝鮮日報社が主催となり、毎年10月に選考される。当選者には5千万ウォンと記念品が贈られる。

## 歴代受賞者及び受賞作
| 受賞年           | 受賞者           | 受賞作品名                               |
| ---------------- | ---------------- | ---------------------------------------- |
| 第1回（1956年）  | 金声翰           | 「바비도」                               |
| 第2回（1957年）  | 鮮于煇           | 「불꽃」                                 |
| 第3回（1958年）  | 呉尚源           | 「모반」                                 |
| 第4回（1959年）  | 孫昌涉           | 「잉여인간」                             |
| 第5回（1960年）  | 李範宣           | 「오발탄」                               |
| 第5回（1960年）  | 徐基源           | 「이 성숙한 밤의 포옹」                  |
| 第6回（1961年）  | 南廷賢           | 「너는 뭐냐」                            |
| 第7回（1962年）  | 全光鏞           | 「꺼삐딴리」                             |
| 第7回（1962年）  | 李浩哲           | 「닳아지는 살들」                        |
| 第8回（1963年）  | 当選者無し       | －                                       |
| 第9回（1964年）  | 宋炳洙           | 「잔해」                                 |
| 第10回（1965年） | 金承鈺           | 「서울, 1964년 겨울」                    |
| 第11回（1966年） | 崔仁勲           | 「웃음소리」                             |
| 第12回（1967年） | 李清俊           | 「병신과 머저리」                        |
| 第13回（1979年） | 趙世熙           | 「난장이가 쏘아올린 작은 공」            |
| 第14回（1980年） | 全商国           | 「우리들의 날개」                        |
| 第15回（1982年） | 呉貞姫           | 「동경」                                 |
| 第15回（1982年） | 李文烈           | 「금시조」                               |
| 第16回（1984年） | 金源一           | 「환멸을 찾아서」                        |
| 第17回（1985年） | 鄭昭盛           | 「아테네 가는 배」                       |
| 第18回（1987年） | 柳在用           | 「어제 울린 총소리」                     |
| 第19回（1988年） | 朴栄漢           | 「지옥에서 보낸 한 철」                  |
| 第20回（1989年） | 金文洙           | 「만취당기」                             |
| 第21回（1990年） | 金香淑           | 「안개의 덫」                            |
| 第22回（1991年） | 金源佑           | 「방황하는 내국인」                      |
| 第23回（1992年） | 崔允             | 「회색 눈사람」                          |
| 第24回（1993年） | 宋基元           | 「아름다운 얼굴」                        |
| 第25回（1994年） | 朴婉緒           | 「나의 가장 나종 지니인 것」             |
| 第26回（1995年） | 鄭賛             | 「슬픔의 노래」                          |
| 第27回（1996年） | 李舜源           | 「수색, 어머니 가슴속으로 흐르는 무늬」  |
| 第28回（1997年） | 申京淑           | 「그는 언제 오는가」                     |
| 第29回（1998年） | 李潤基           | 「숨은 그림 찾기」                       |
| 第30回（1999年） | 河成蘭           | 「곰팡이꽃」                             |
| 第31回（2000年） | 李文求           | 「내 몸은 너무 오래 서 있거나 걸어왔다」 |
| 第32回（2001年） | 金薫             | 「칼의 노래」                            |
| 第33回（2002年） | 成碩済           | 「황만근은 이렇게 말했다」               |
| 第34回（2003年） | 金衍洙           | 「내가 아직 아이였을 때」                |
| 第35回（2004年） | 金英夏           | 「검은 꽃」                              |
| 第36回（2005年） | クォン・チエ     | 「꽃게 무덤」                            |
| 第37回（2006年） | 李恵敬           | 「틈새」                                 |
| 第38回（2007年） | 殷熙耕           | 「아름다움이 나를 멸시한다」             |
| 第39回（2008年） | 趙京蘭           | 「풍선을 샀어」                          |
| 第40回（2009年） | キム・キョンウク | 「위험한 독서」                          |
| 第41回（2010年） | キム・インスク   | 「안녕, 엘레나」                         |
| 第42回（2011年） | 片恵英           | 「저녁의 구애」                          |
| 第43回（2012年） | チョン・ヨンムン | 「어떤 작위의 세계」                     |
| 第44回（2013年） | 李承雨           | 「지상의 노래」                          |
| 第45回（2014年） | 具孝書           | 「별명의 달인」                          |
| 第46回（2015年） | 金重赫           | 「가짜 팔로 하는 포옹」                  |